# Sericia itynx
Sericia itynx là một loài bướm đêm trong họ Erebidae.